# Ian Randle
Ian Randle (Hanover, 1940) is een Jamaicaan onafhankelijk uitgever die zich richt op het Engelssprekende publiek in de Caraïben.

## Levensloop
Direct na zijn universitaire studie werkte Randle verschillende jaren voor Britse uitgevers, tot hij in 1991 zijn eigen uitgeverij oprichtte met de naam Ian Randle Publishers (IRP). Hiermee was hij de eerste Engelstalige uitgever in het Caraïbisch gebied. Zijn uitgeverij stond later model voor met name de Afrikaanse boekenwereld. In eerste instantie richtte hij zich op wetenschappelijke boeken, waardoor lokale wetenschappers de mogelijkheid kregen om hun perspectief op de regio lokaal te publiceren. Dit betekende dat de invloed op de kennis in de regio minder afhankelijk werd van schrijvers uit het Verenigd Koninkrijk, de vroegere kolonisator van Jamaica tot 1962.
Zijn catalogus bevat doorgaans meer dan driehonderd titels. Daarnaast is hij ook schoolboeken uit gaan geven en boeken over populaire thema's. De leiding over het bedrijf heeft hij inmiddels overgedragen aan zijn dochter Christine; hijzelf richt zich sindsdien vooral op marketing, pr en adviserende taken.
Sinds 2000 geeft hij met de speciaal daarvoor opgezette CAPNET (Caribbean Publishers Network) bundels uit van Franse, Spaanse, Engelse en Creoolse uitgevers. Via CAPNET staat Randle in contact met grote boekenbeurzen.

## Erkenning
In 2012 werd Randle onderscheiden met een Prins Claus Prijs voor zijn bijdrage aan de versterking van het Caraïbisch intellectueel eigendom. Eerder dat jaar plaatste het Jamaicaanse tijdschrift TALLAWAH hem op de lijst van meest invloedrijke Jamaicanen.